# 白水紀子

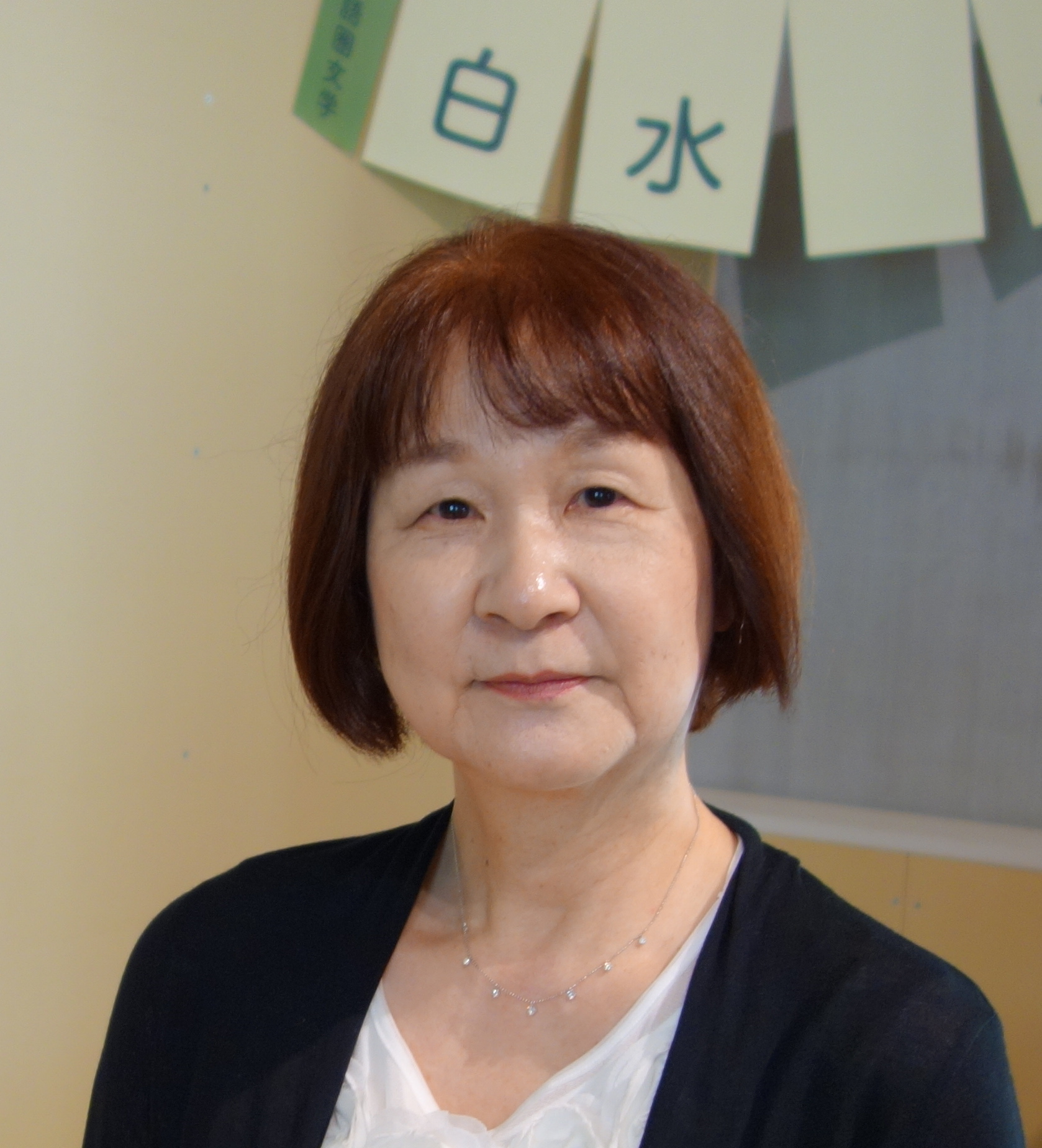
白水紀子の肖像写真（2024年6月撮影）

白水 紀子（しろうず のりこ、1953年 - ）は、日本の中国文学者。横浜国立大学名誉教授。
福岡県出身。1986年東京大学大学院博士課程中国哲学科満期退学、横浜国立大学講師、助教授、都市イノベーション学府教授。2019年3月末日定年で退職。1983年倉石賞（東大中哲学会賞）受賞。この間に北京日本学研究センター主任教授、国立台湾大学客員教授。中国現代文学研究者として、当初は茅盾など左翼文学を研究していたが、後に中国女性文学、中国女性論、LGBT文学などに研究対象を移した。
翻訳家としては台湾の小説家甘耀明の作品の翻訳で知られる。

## 著書
- 『中国女性の20世紀 近現代家父長制研究』明石書店 2001年
  - 『中国女性的20世紀：近現代父権制研究』尹鳳先・関豪訳　吉林文史出版社　2019年

### 翻訳
- 茅盾『少年印刷工』太平出版社 中国の児童文学 1984年
- 『中国現代文学珠玉選 小説 3 (女性作家選集) 』丸山昇監修 白水主編 二玄社 2001年
- 林祁『めしべのない花 中国初の性転換者莎莎の物語』監修 新風舎 2006年
- 『台湾セクシュアル・マイノリティ文学』全4巻 黄英哲,垂水千恵共編 作品社 2008‐09年
- 陳雪『橋の上の子ども』現代企画室 2011年
- 陳玉慧『女神の島』人文書院 2011年
- 甘耀明『神秘列車』白水社エクス・リブリス 2015年
- 甘耀明『鬼殺し』白水社 2016年
- 甘耀明『冬将軍が来た夏 』白水社 2018年
- 甘耀明『真の人間になる』上下 白水社 2023年

## 参考
- ISBN　978-4-7738-1115-5

1. ↑  文・蘇俐穎、翻訳・山口雪菜 (2023年12月). “「台湾」という名の作品 外国人翻訳者の台湾への想い”. 台湾光華雑誌 Taiwan Panorama | 国際化、二カ国語編集、文化整合、世界の華人雑誌. 2024年6月24日閲覧。